# 池田政承
池田 政承（いけだ まさつぐ/せいしょう、1799年（寛政11年）- 1831年8月25日（天保2年7月18日）は、江戸時代中期の土佐藩上士(御馬廻役末子)。通称は林八郎次。のち池田和太夫と称した。無双直伝英信流第12代宗家・林政誠の嫡男。土佐藩居合道の達人。剣術家。

## 来歴

### 生い立ち
寛政11年(1799年)土佐藩士・林政誠(益之丞)の嫡男として高知城下に生まれる。母は高屋長英(尉左衛門)の三女。（父・林政誠の娘婿の林政敬(弥太夫)が、婿養子として後嗣の立場にあったため、「林八郎次(池田政承)」は「政誠の次男」と表記されることがあるが、正しくは「池田政承」が「林政誠の嫡男」で、「林政敬」は「池田政承の義兄(姉の夫)」にあたる。
幼年より父林政誠(益之丞)に師事して無双直伝英信流居合を習得。
文化15年(1818年)、土佐藩主第12代・山内豊資の時代、武芸を以て御目見を仰せ付けられる。
文政9年1月9日(1826年2月15日)、数年、居合修行に精を出している旨を以って、御褒美として金子200両を拝領。

### 居合一家を創立
文政13年1月22日(1830年2月15日)、数年、長谷川流居合を厚く相心掛けている事を以て、三人扶持を下し置かれ、格式御馬廻末子にて召し抱えられる。父祖の名字である池田氏に復姓し、通称を「林八郎次」から「池田和太夫」に改めた。
天保2年7月18日(1831年8月25日)病死。享年33歳。

### 跡目断絶
病死にあたり「病気に及び大切の筋につき、外姓血縁続きの親族である足達長十郎の次男・伝蔵を末期養子に願置候得ども、近年、召出され御奉公して間も無きを以って、御詮議に及ばず」と跡目断絶を仰せ付けられ家禄を返上した。本来ならば、無双直伝英信流の宗家として数えられるべき実力のある人物であったが、早世によって断絶したため、義兄・林政敬(弥太夫)の系統が宗家として用いられることとなった。

## 補註
1. 1 2 3 4  『土佐の墓(1)』山本泰三著、土佐史談会、1987年(昭和62年)
2. 1 2 3 4 5 6 7  『御侍中先祖書系圖牒』旧山内侯爵家蔵
3. 1 2  “『板垣精神 -明治維新百五十年・板垣退助先生薨去百回忌記念-』”.  一般社団法人 板垣退助先生顕彰会 (2019年2月11日). 2020年9月1日閲覧。
4. ↑  『教授館總宰餘業記録』
5. ↑  『武道と仇討』